# Carenochyrus titanus
Carenochyrus titanus is een keversoort uit de familie loopkevers (Carabidae). De wetenschappelijke naam van de soort is voor het eerst geldig gepubliceerd in 1874 door Solsky in Fedtschenko.